# Павлович, Борис Дмитриевич
Борис Дмитриевич Павло́вич (род. 24 марта 1980, Ленинград) — российский театральный режиссёр, драматург, актер, педагог. В 2006—2013 гг. художественный руководитель «Театра на Спасской» в Кирове. В 2013—2016 гг. руководитель отдела социально-просветительских программ БДТ имени Г. А. Товстоногова. Автор идеи и ведущий преподаватель «Педагогической лаборатории БДТ». Руководитель совместного проекта БДТ им. Г. А. Товстоногова и Центра «Антон тут рядом» «Встреча». Художественный руководитель проекта «Разговоры», фонд «Alma Mater».

## Биография
1997—2000 гг. — театроведческий факультет Санкт-Петербургской государственной академии театрального искусства (СПбГАТИ), специальность «История театра и театральная критика». Куратор курса — профессор Н. В. Песочинский. Занимался в семинарах у профессоров Т. А. Марченко, Ю. М. Барбоя, Н.Б Владимировой, а также у других преподавателей.

1999—2004 гг. — актёрско-режиссёрский курс факультета драматического искусства СПбГАТИ (класс лауреата Государственной премии Г. Р. Тростянецкого). По окончании обучения получил диплом о высшем образовании по специальности «Режиссура драмы».
«Я вообще стал заниматься театром, потому что мне очень нравилось читать. А режиссура для меня — это возможность читать легально и пристрастно. Началось это еще в 6-7-м классе, когда я, мальчик из интеллигентной ленинградской семьи, пытался выжить среди знаменитой и очень суровой лиговской шпаны. В этот момент повсюду открывались видеосалоны, где показывали все снятое в мировом жанровом кинематографе до 1990-х гг., но билет туда стоил 1 руб., то есть очень дорого. Естественно, одновременно возник запрос на альтернативные виды досуга, и, когда мои товарищи шли за гаражи что-нибудь употреблять, я пересказывал им научную фантастику, которую к тому моменту прочел в товарных количествах. Принцип был очень простой, как в „Тысяче и одной ночи Шахерезады“: пока гопникам интересно — мои шансы на выживание сохраняются, как только им становится скучно — пиши пропало. Так я пересказал им всю советскую утопическую фантастику. В какой-то момент, когда накопленный запас стал иссякать, мне пришлось начать читать по книге за ночь, чтоб было что рассказать с утра. Только спустя много лет я осознал, что сторителлером стал именно на тех пацанских сходках. Ведь я не просто пересказывал сюжеты, но параллельно придумывал подробности, которых не было у авторов, или отбрасывал какие-то детали, оставляя голый нарратив. Теперь я понимаю, что переводил тогда с чужого литературного языка на свой, фактически конвертируя одно в другое, то есть занимался тем, чем занимается театр и чем сам занимаюсь до сих пор, постоянно пересказывая интересные мне вещи».
2004 — 2007 гг. — Аспирантура на кафедре режиссуры драмы СПбГАТИ. Научный руководитель — доктор наук Л. В. Грачева. Тема диссертации — «Гротовский и Станиславский: творческий диалог».
2003—2006 гг. — Режиссёр Государственного Пушкинского театрального Центра в Санкт-Петербурге под руководством н.а. России В. Э. Рецептера.
2004—2006 гг. — Преподаватель основ актёрского мастерства кафедры режиссуры СПбГАТИ, мастерская н.а. России В. Э. Рецетера, мастерская проф. В. М. Фильштинского.
2003—2006 гг. — Главный режиссёр любительского театра «Студия», режиссёр и член экспертного совета фестиваля «Рождественские встречи на Моховой», организатор и главный режиссёр международных театральных лагерей «Театр вокруг Балтики» (Россия, Финляндия, Эстония). С коллективом «Студии» осуществил постановки спектаклей: «Двенадцатая ночь» по У.Шекспиру, «Сто лет одиночества. Первые сто страниц» по Г. Г. Маркесу, «Над пропастью во ржи» по Дж. Сэлинджеру, «Маленькая принцесса» по Ф.Бернетт, «Калевала» по мотивам карело-финского национального эпоса, «Работа в черном» по русским средневековым духовным стихам и других.
С 2004 режиссёр-постановщик спектаклей в Москве, Санкт-Петербурге, Саратове, Таллине, Хабаровске, Омске, Новосибирске, Шарыпово, Кирове, Алматы, Ташкенте.
2006−2013 гг. — Художественный руководитель Кировского государственного «Театра на Спасской». Помимо работы над репертуарными спектаклями вел активную работу со зрительской аудиторией — обсуждения, семинары, лаборатории, образовательные про-граммы, фестивальные программы. Среди них можно выделить:
- 2008—2009 — Театральные семинары в ВятГГУ совместно с СПбГАТИ
- 2009 — Фестиваль молодых поэтов «Новые голоса» № 0
- 2009—2010 — Фестиваль документального театра «Прямая речь», в рамках которого родилась презентация проекта «Живому театру — живого автора» (совместно с объединением «Культпроект»). В дальнейшем созданная на базе «Театра на Спасской» модель спектакля-вербатима о городе была реализована «Культпроектом» во многих российских городах.
- 2012 — Фестиваль экспериментальных спектаклей для детей «Новый театр для детей» (сов-местно с объединением «Культпроект»).

2007—2013 гг. — Руководитель Драматической лаборатории (с 2007 по 2012 — Драматической лаборатории Вятского государственного гуманитарного университета). 
«Драматическая лаборатория — это структура, находящаяся в непрерывном становлении, описывать ее непросто. Она была создана на базе Вятского государственного гуманитарного университета в сентябре 2007 года. Основная идея проекта заключается в том, что театральное искусство рассматривается нами не как самоцель — в таком случае велика опасность любительского подражания профессиональному театру. Мне интересно проследить, как драматические технологии могут быть применены в качестве инструмента познания себя и своей основной профессии: истории, психологии, лингвистики и так далее», Борис Павлович. 
Лаборатория принимала участие в научно-практических конференциях ВятГГУ, фестивалях «Место[имени]е» (Санкт-Петербург), «…» (Челябинск), «Театральная весна» (Киров) и неоднократно становилась их лауреатами. Драматическая лаборатория осуществила постановки спектаклей: «21» по стихам А.Родионова, «Русалка» по А.Пушкину, «Оскар и Розовая дама» Э.-Э.Шмитта, «4.48 Психоз» С. Кейн, «Опыту по Уильямсу» по Т. Уильямсу, «Моя война» С. Березина и других.
2012—2013 гг. — Советник по культуре Губернатора Кировской области.
С 2013 года по июнь 2016 — режиссёр-постановщик и руководитель социально-просветительского отдела БДТ им. Г. А. Товстоногова.

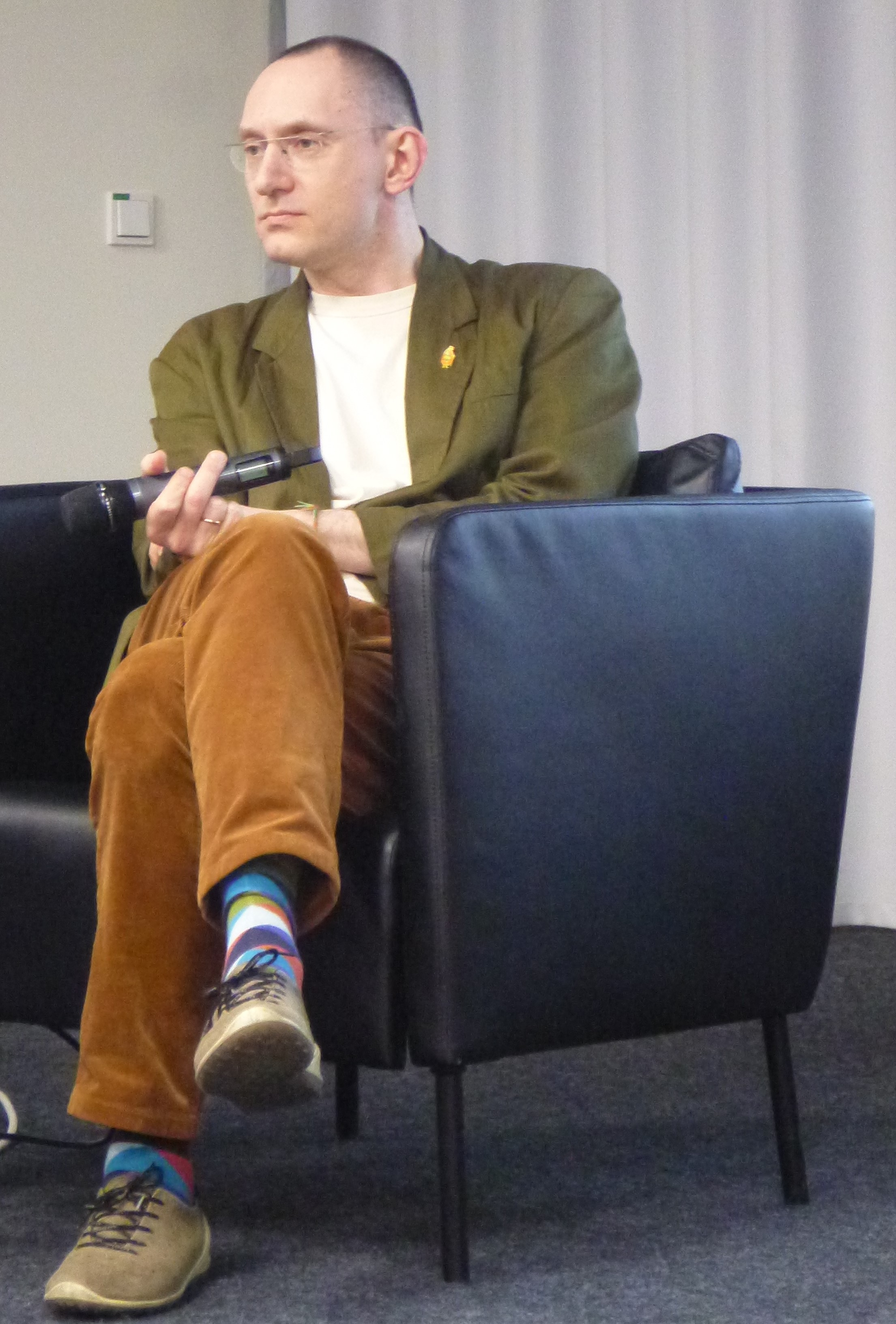
Борис Павлович в Ельцин-центре в 2023 году

Социально-просветительские проекты, реализованные в БДТ:
- семинар по театральной педагогике «Театр и общество» (совместно с РГГУ им. А. И. Герцена)
- «Режиссёрская лаборатория ТПАМ»: путешествие по роману М. Ю. Лермонтова «Герой нашего времени» в пространстве школ Невского района Санкт-Петербурга (ноябрь 2014).
- Диалоги со зрителями после спектакля «Что делать» (с января 2015)
- Документальный видеопроект «Мой БДТ»: монологи зрителей театра (август-сентябрь 2014)
- Инклюзивный театральный проект «Встреча»: создание спектакля с участием профессиональных актёров и людей с аутизмом (октябрь 2014 — по настоящее время)«Три года работает наш проект „Встреча“. Профессиональные актеры и студенты центра „Антон тут рядом“ — взрослые люди с аутизмом каждый вторник собираются на совместный театральный тренинг. Все три года мы слышим одни и те же вопросы: а театр ли это? Не боятся ли „они“ скопления людей? А как вы „им“ задачи ставите? А это труднее, чем с обычными актерами? Нужно ли специально учиться, чтобы работать с „ними“? Чтобы развеять мифы о „нас“ и „них“, мы приглашаем профессиональных актеров Санкт-Петербурга принять участие в открытом занятии нашей „Встречи“. Мы будем работать с телом, пространством, голосом, ритмом. Нас интересует подлинное присутствие человека „здесь и сейчас“, коммуникация, структура и спонтанность действия» — Борис Павлович[3].
- Педагогическая лаборатория: занятия со школьными педагогами о том, как смотреть, понимать и обсуждать спектакль
- Исследовательский театральный проект с подростками «Новые люди» (январь-май 2015, премьера состоялась на Малой сцене БДТ 17 мая 2015 года).

Премьера инклюзивного спектакля «Язык птиц», созданного в рамках проекта «Встреча» совместно БДТ и Центром помощи людям с аутизмом «Антон тут рядом», состоялась на открытии театральной программы IV Санкт-Петербургского международного культурно-го форума в декабре 2015 года. Спектакль «Язык птиц» принимал участие в фестивале «Санкт-Петербургский майский шоу-кейс», фестивале «Территория» (Москва, октябрь 2016), номинирован на премию «Золотая маска» в номинации «Эксперимент».

С 2017 по настоящее время художественный руководитель проекта «Квартира. Разговоры» фонда поддержки социальных и культурных проектов «Alma Mater».
«Сотрудничество с фондом „Alma Mater“, который как раз возник как фонд поддержки арт-инноваций и социально-ориентированных инициатив. И мы с этим фондом думали о том, как создать пространство, которое в самой своей структуре не имело какой-то иерархической модели. Мы взяли за ролевую модель традицию независимой, неофициальной ленинградской культуры — коммуналку, это же абсолютная в этом смысле горизонтальная модель общества! Коммуналка, где в одной комнате жил профессор (если это профессор, не обласканный советской властью, а какой-нибудь вполне себе альтернативно мыслящий), в другой комнате — какой-нибудь рабочий кировского завода…
Мы нашли настоящую бывшую коммуналку в доме на Мойке, 60-х годов XIX века с действующей печкой. И в этой квартире в течение полугода делали аутентичный ремонт, такую реконструкцию, чтобы, собственно, этот дух ленинградской коммуналки полностью воссоздать. Мы собирали вещи, это была акция на весь город, нам дарили фортепиано и шкафы. Привлекли к работе художников (один человек там бы никогда не справился, у нас была целая артель, состоящая из 8 художников), так возникло пространство для разговоров, как мы его обозначили.
Это буквально квартира, у каждой комнаты своя атмосфера, и действие происходит сразу везде, потому что одни люди тут, другие люди там, люди ходят друг к другу в гости. И мы, артисты, относимся к себе как к таким регулярным, постоянным гостям этой квартиры, мы тоже не хозяева ее, наша легенда заключается в том, что хозяева как бы скоро вернутся, как всегда это бывает».

## Спектакли

### Режиссёр
2003
- «Два романа» по произведениям А. С. Пушкина Государственный Пушкинский театральный Центр в Санкт-Петербурге[6].

2004
- «Пять — двадцать пять» Д. Привалова. ТЮЗ им. Ю. П. Киселева (г. Саратов)[7].
- «Oma territoorium / Своя территория» (Документальный спектакль о русских детях в Эстонии) Центр Русской Культуры (г. Таллин, Эстония)[8].
- «Жил на свете рыцарь бедный…» по «Сценам из рыцарских времен» и «Скупому рыцарю» А. С. Пушкина. Государственный Пушкинский театральный Центр в Санкт-Петербурге[9].

2005
- «Пусть совсем не будет взрослых» (пьеса Б. Павловича по мотивам произведений С.Михалкова и О.Григорьева) ТЮЗ им. Ю.П. Киселева, (г. Саратов)[10].
- «Джон Теннер» (пьеса Б.Павловича по книге Дж. Теннера «Тридцать лет среди индейцев» в переводе А. С. Пушкина.) Государственный Пушкинский театральный Центр в Санкт-Петербурге[11].

2006
- «Ронья — дочь разбойника» А. Линдгрен (инсценировка К.Федорова) Театр на Спасской (г. Киров).

2007
- «Наивно. Супер» театральная симуляция по мотивам книги Э. Лу Проект «Недотеатр» (г. Санкт-Петербург)[12][13].
- «Собака на сене» Лопе де Вега. Театр на Спасской (г. Киров)[14][15].
- «Мифы Древней Греции». Театр на Спасской (г. Киров)[16].

2008
- «Человеческий голос» Ж. Кокто. Театр на Спасской (г. Киров)[17].
- «Наивно. Супер» Э.Лу. Театр на Спасской (г. Киров)[18].
- «Тартюф» Ж.-Б. Мольера. Театр на Спасской (г. Киров)[19].
- «Соль. Новейшая Эстония в 12 песнях» (Документальный спектакль о событиях «Бронзовой ночи» 26-27 апреля в Таллине) Русский драматический театр Эстонии (г. Таллин)[20][21].

2009
- «Письма любви» А. Герни. Театр на Спасской (г. Киров)[22].
- «Маленький принц» А. Сент-Экзюпери. Театр на Спасской (г. Киров)[23].
- «Толстая тетрадь» по А.Кристоф. Театр на Спасской (г. Киров)[24]. Спектакль номинирован на высшую национальную премию «Золотая маска» в номинациях «Лучший спектакль большой формы», «Лучшая режиссура»
- «Дубровский» по А.Пушкину. Театр на Спасской (г. Киров)[25].

2010
- «Дядя Степа» по С.Михалкову. Театр на Спасской (г. Киров)[26].
- «Так-то да» А.Родионова, А.Денисовой, М.Курочкина, Л.Мульменко Театр на Спасской (г. Киров)[27].
- «Человек. DOC: Андрей Родионов» Б. Павловича Совместная продукция театра «Практика» и театра «Мастерская» (г. Москва)[28]
- «Видимая сторона жизни» по Е. Шварц. Театр на Спасской (г. Киров)[29].

2011
- «Алые паруса» по А. Грину, Театр на Спасской (г. Киров)[30].
- «Я (не) уеду из Кирова» на основе школьных сочинений, Театр на Спасской (г. Киров)[31].
- «Сон в летнюю ночь» У. Шекспира, Театр на Спасской (г. Киров)[32].

2012
- «Убийца» А. Молчанова, Театр на Спасской (г. Киров)[33].
- «История одного города» пьеса М. Ботевой по мотивам романа М. Салтыкова-Щедрина. Театр на Спасской (г. Киров)[34].
- «Сокровища лесных эльфов» Р. Ниемеля, Театр на Спасской (г. Киров)[35].
- «Потрясенная Татьяна» по Л. Бугадзе и М. Лермонтову. Шарыповский городской драматический театр (г. Шарыпово)[36].

2013
- «Камень» по М. Майенбургу, Театр на Спасской (г. Киров)[37].
- «Вятлаг. Дневник Артура Страдиньша 1942 года». Драматическая лаборатория (г. Киров) — Театр.doc (г. Москва)[38].
- «Сокровища лесных эльфов» по Р. Ниемеля, Хабаровский ТЮЗ (г. Хабаровск)[39].
- «Анна Каренина» Клима, Хабаровский ТЮЗ (г. Хабаровск)[40].
- «Над кукушкиным гнездом» по К.Кизи, Театр на Спасской (г. Киров)[41].
- «Кукольный дом» Генрика Ибсена, Театр на Спасской (г. Киров)[42].

2014
- «31 июня» мюзикл А. Зацепина по мотивам Дж. Пристли. Театр «Карамболь» (г. Санкт-Петербург)[43].

2015
- «Язык птиц» по мотивам поэмы Фарида ад-Дина Аттара БДТ им Г. А. Товстоногова и Центр «Антон тут рядом» (г. Санкт-Петербург)[44].

2016
- «Сталкеры» по М. Курочкину и А. Слюсарчуку. Продукция фестиваля «Точка доступа» — совместно с А. Машановым и Е. Анисимовым. (г. Санкт-Петербург)[45].
- «ЖИЗНЬ» по мотивам повести Льва Толстого «Смерть Ивана Ильича». Омский академический театр драмы. (г. Омск)[46].

2017
- «Созвездия» Ника Пейна. Театр «АРТиШОК» (г. Алматы, Казахстан)[47].
- «Ловля форели в Америке» по мотивам романа Ричарда Бротигана (XI Международная летняя школа СТД РФ)[48]
- «Пианисты» по роману Кетиля Бьёрнстада, Театр «Глобус» (г. Новосибирск)[49].
- «НеДетские разговоры» по мотивам произведений Д. Хармса и А. Введенского. Пространство «Квартира» фонда «Alma Mater» (г. Санкт-Петербург)[50].
- «Разговоры» по мотивам «Разговоров» Л. Липавского. Пространство «Квартира» фонда «Alma Mater» (г. Санкт-Петербург)[51].

2018
- «Некоторое количество разговоров» по мотивам произведения А. Введенского. Университет Тампере[52]
- «Жизнеописания трубадуров» по средневековой поэзии Прованса. Хабаровский ТЮЗ (г. Хабаровск)[53].
- «Не зря» документальный спектакль (драматург Э. Петрова) Фонд «Про Арте», (г. Санкт-Петербург)[54].
- «Жизнь как чудо» по мотивам фильмов Э. Кустурицы. «Ильхом» (г. Ташкент, Узбекистан)[55].

2019
- «Исследование ужаса» по мотивам произведений Л. Липавского, А. Введенского, Д. Хармса, Я. Друскина. Пространство «Квартира» фонда «Alma Mater» (г. Санкт-Петербург)[56].
- «Лавр» по роману Е. Водолазкина. Театр на Литейном (г. Санкт-Петербург)[57][58].
- «Рукопись, найденная в Сарагосе» по роману Я. Потоцкого (XIII Международная летняя школа СТД РФ)[59].
- «Причал. Воздух детства» по киносценариям Г. Шпаликова. Омский академический театр драмы (г. Омск)[60][61][62].
- «Вавилонская башня» по картинам П. Брейгеля-Старшего. Лаборатория «Действие буквально» (г. Алматы, Казахстан)[63].

2020
- «АЛЛО» (Драматург Элина Петрова) СТД РФ и фонд «Alma Mater»
- «Ноябрь» ансамбль "Мегаполис" и Электротеатр Станиславский.
- «Моң» (коллективное сочинение Н. Батуллы, А. Радвогиной, Л. Масгутовой по пьесе В. Дурненкова) Театральная площадка «MOÑ» / Творческая лаборатория "Угол" (г. Казань)

2021
- «Юдифь» по пьесе КЛИМа. Дом Радио и фонд «Alma Mater»
- «Циолковский» Б. Павловича. Российский государственный драматический театр имени Ф. Волкова (г. Ярославль)
- «Вещественные доказательства». Архив / аукцион. Театр "Karlsson Haus" (г. Санкт-Петербург)
- «Жаль, что тебя здесь нет». Коллективное сочинение театральной компании "Разговоры". Фонд "Alma Mater" и Новая сцена Александринского театра (г. Санкт-Петербург)
- «Город Эн» по мотивам романа Л. Добычина. Академический Малый драматический театр — Театр Европы.
- «Зримые вещи» документальный спектакль проекта "Не зря" в Российском этнографическом музее. Фонд «Про Арте» (г. Санкт-Петербург)
- "Лес.Книга" учебник невеликой режиссуры в рамках спектакля-грибницы "ЛЕС" (г. Санкт-Петербург)

2022
- «Авиатор» по мотивам романа Е. Водолазкина, автор инсценировки Э. Петрова. "Линнатеатр", Таллин, Эстония[64][65].
- «Жизнь и мнения Тристрама Шенди, джентльмена» по мотивам романа Л. Стерна. Академический Театр имени Ленсовета
- «Черевички» П. И. Чайковского, Урал Опера Балет, Екатеринбург

2023
- «Конец света, моя любовь» А. Горбуновой. Театр Ненормативной пластики (г. Санкт-Петербург)
- «Смена формата» Инклюзивная вечеринка. Театральная площадка MOÑ (г. Казань)
- «Ловля форели на рассвете» по мотивам Р. Бротигана. Театр "Karlsson Haus" (г. Санкт-Петербург)
- «Ловля форели на закате» по мотивам Р. Бротигана. Театр "Karlsson Haus" (г. Санкт-Петербург)

2024 
«сочинение будущего» г  Выкса  

### Актер
2013
- «Вятлаг. Дневник Артура Страдиньша 1942 года». Драматическая лаборатория (г. Киров) — Театр.doc (г. Москва)[66].

2014
- «Что делать» по мотивам романа Н. Г. Чернышевского, реж. Андрей Могучий, роль: Автор, БДТ им. Г. А. Товстоногова.

2015
- «Человек» по мотивам книги Виктора Франкла «Скажи жизни „Да“: записки психолога, пережившего концлагерь», реж. Томи Янежич, БДТ им. Г. А. Товстоногова[67].

2016
- «НеПРИКАСАЕМЫЕ», реж. Михаил Патласов, документальный спектакль с участием бездомных, г. Санкт-Петербург[68].
- «Сталкеры» по М. Курочкину и А. Слюсарчуку. Продукция фестиваля «Точка доступа» (Санкт-Петербург) — совместно с А. Машановым и Е. Анисимовым

## Экспериментальные программы
2014 — «Театр моей мечты». Лаборатория театральной утопии с участием подростков. Чехов-центр, Сахалин.
2015—2017 — «Мастерская живого театра» Открытого образовательного проекта «Летняя школа». В его рамках были осуществлены постановки «Посмотри на меня» и «Назначение человека», а также проведена мастерская проектирования социальных проектов.
2016 — «Акустика» Лабораторный проект фестиваля «Территория» с глухими и слабослышащими актёрами (г. Томск)
2016—2018, затем 2021 — Инклюзивный проект с участием незрячих и слабовидящих актёров «Не Зря» (Фонд «Про Арте», Санкт-Петербург)
2017—2018 — Инклюзивная лаборатория с участием актёров с ментальной инвалидностью «Действие буквально» (на базе фестиваля «Откровение», Алматы, Казахстан).
2018 — Инклюзивная лаборатория театра «Ильхом» (Ташкент, Узбекистан).
2017—2018 — Инклюзивные резиденции фонда «Alma Mater» совместно c СТД РФ.
2019 — Куратор международного документального проекта «Город. Разговоры». Совместная продукция фонда «Alma Mater», театра «C:NTCT» (Копенгаген, Дания) и Президентского центра Бориса Ельцина (Екатеринбург).

## Оригинальная драматургия
2003 — «Бологое Блюз»
2005 — «Джон Теннер» (по книге Дж. Теннера «Тридцать лет среди индейцев» в переводе А. С. Пушкина.)
2010 — «Красилка поэта Родионова» В рамках совместного проекта «Человек.doc» театра «Практика» (Москва), театра «Мастерская» (Москва) и театра «Сцена-Молот» (Пермь).
Осенью 2003 пьеса «Бологое Блюз» стала победителем Конкурса молодых петербургских драматургов, организованного СПб отделением СТД РФ совместно с фестивалями «Золотая маска» и «Новая драма» в номинации «Короткая пьеса». Пьеса «Бологое Блюз» приняла участие в читках на фестивале «Новая драма» (МХТ им. А. П. Чехова, Москва), в I фестивале им. А. Володина «Пять вечеров» (Театр на Литейном, Санкт-Петербург) и Фестивале молодой драматургии «Любимовка»

## Театроведение и журналистика
В 1998 году начал публиковать статьи на темы театра, музыки, кинематографии в различных газетах и журналах Петербурга: журналах «Театральный Петербург», «Петербургский театральный журнал», «Art&Times» (2002—2003 — член редакционного совета), газетах «На дне», «Вечерний Петербург», «Смена», «Невское время» и других. Являлся постоянным автором газеты «Бизнес-новости» (Киров) и интернет-портала «Соль» (Пермь).
Один из авторов коллективной монографии «Вокруг Гротовского» (С-Пб.: СПбГАТИ, 2009)
В 2008 еженедельная авторская программа о книжных новинках «Книговорот», «СТС-9 канал» (Киров)
В 2011-13 гг. Автор и ведущий радиопрограммы о книжных новинках «Дай почитать» («Эхо Москвы в Кирове»)

## Награды и номинации
Лауреат Национальной премии «Золотая маска»:
2019 — спектакль «Пианисты», лучший спектакль малой сцены.
2020 — спектакль "Исследование ужаса", специальная премия жюри.
Лауреат премии «Прорыв» — 2017 год, специальная премия жюри за спектакль «Язык птиц» и премия молодёжного жюри.
Неоднократно номинировался на национальную премию «Золотая маска»:
2009 — «Толстая тетрадь», Театр на Спасской.
2010 — «Видимая сторона жизни», Театр на Спасской.
2016 — «Язык птиц», БДТ им. Г. А. Товстоногова.
2017 — «Жизнь», Омский академический театр драмы.
2018 — «Пианисты», театр «Глобус», Новосибирск.
2018 — «Разговоры», проект «Квартира» фонда «Alma Mater».
2019 — «Исследование ужаса», проект «Квартира» фонда «Alma Mater».
2020 — "АЛЛО", СТД РФ и фонд «Alma Mater».
2021 — "Юдифь", фонд «Alma Mater».
2021 — "Циолковский", театр имени Федора Волкова.
2022 — «Жизнь и мнения Тристрама Шенди, джентльмена», Театр имени Ленсовета.
Спектакли Театра на Спасской «Так-то да», «Я (не) уеду из Кирова», «Сокровища лесных эльфов», а также спектакль Хабаровского ТЮЗа «Анна Каренина» и спектакль Театра.doc «Вятлаг» принимали участие во внеконкурсных программах фестиваля «Золотая маска».
Спектакль «Я (не) уеду из Кирова» принимал участие во внеконкурсной программе национальной премии в области театра для детей «Арлекин».
Спектакль «Потрясенная Татьяна» (2013) Шарыповского городского драматического театра получил «Хрустальную маску» и диплом в номинации «Лучшая режиссура спектакля» краевого фестиваля «Театральная весна» (Красноярский край). Осенью 2013 г. спектакль был представлен на Всероссийском молодёжном форуме-фестивале «ARTмиграция» в Москве.
«Анна Каренина» Хабаровского ТЮЗа — «Лучшая работа режиссёра», III Межрегиональный фестиваль «Новосибирский транзит» (2014).
«Видимая сторона жизни» БДТ им. Г. А. Товстоногова — Специальный диплом X международного фестиваля моноспектаклей «Монокль» (2015).
Документальный спектакль «ВЯТЛАГ» — совместное производство Театр.doc (Москва) и «Драматической лаборатории» (Киров) помимо участия в специальной программе «Russian Case» фестиваля «Золотая маска» принимал участие в фестивалях «Золотая Маска в Эстонии», «Divadelná Nitra» (Нитра, Словакия), «Bozar» (Брюссель, Бельгия), «Голоса истории» (Вологда), «Пилорама» (Пермь), «Золотая крыша» (Ярославль), «ЛИФТ» (Петрозаводск)
«Пианисты» театра «Глобус», Новосибирск — гран-при V Межрегиональный фестиваль «Новосибирский транзит» (2018).
«НеДетские разговоры» пространства «Квартира» фонда «Alma Mater» — специальный приз за эксперимент Национальной премии в области театра для детей «Арлекин» (2019)
«Жизнеописание трубадуров», Хабаровский ТЮЗ — Премия Губернатора Хабаровского края в области театрального искусства за лучший музыкальный спектакль 2018 года.
Спектакль «Разговоры» принял участие в фестивале «Карусель», Европейский центр искусств HELLERAU, г. Дрезден, Германия (2020).